# تیاگو پینتو بروگس
تیاگو پینتو بروگس (به پرتغالی: Thiago Pinto Borges) هافبک اهل برزیل است که در شهر سائوپائولو و در تاریخ ۲۲ اکتبر ۱۹۸۸ به دنیا آمده‌است.
تیاگو پینتو بروگس در تیم‌های فوتبال Esbjerg fB سابقهٔ حضور دارد.